# Omladič
Omladič je priimek več znanih Slovencev:
- Alja Omladič - Alya (*1983), pevka zabavne glasbe
- Domen Omladič (*1998), slovenski košarkar na Tennessee Tech University
- Luka Omladič (*1973), filozof, okoljevarstvenik, državni sekretar za dolgotrajno oskrbo
- Matjaž Omladič (*1950), matematik, univ. prof.
- Matjaž Omladič (*1966), slovenski poslovnež
- Nejc Omladič (*1984), nogometaš
- Nik Omladič (*1989), slovenski nogometni reprezentant, nastopa v 2. Bundesligi
- Vesna Omladič (*1950), matematičarka, univ. prof.